# 長期停滞
長期停滞（ちょうきていたい）とは、「市場経済において経済成長が極小であるか皆無である状況」である。 
「長期停滞」という用語は、英語の "secular stagnation" を日本語訳したものである。ここで "secular" は「長期的」という意味であり、その反対語は「短期的」「循環的」である。 "secular" はファンダメンタルのダイナミクスが変化しっぱなしであることを意味する。 "stagnation" は「スタグネーション」「不景気」「沈滞」という意味である。 
長期停滞の概念は1938年にアルヴィン・ハンセンが提唱した。ハンセンはこの概念によって「1930年代初頭の大恐慌後のアメリカ経済の運命を恐れた。フロンティアの消滅と移民の崩壊によって投資機会の成長が妨げられ経済発展が阻害された」ことを言い表したという。 
迫りくる長期停滞への警告はいつも深刻な不況の後になってから発せられてきた。しかしその警告は既存の技術の潜在力を過小評価したので間違っていることが判明している。 

## 概要

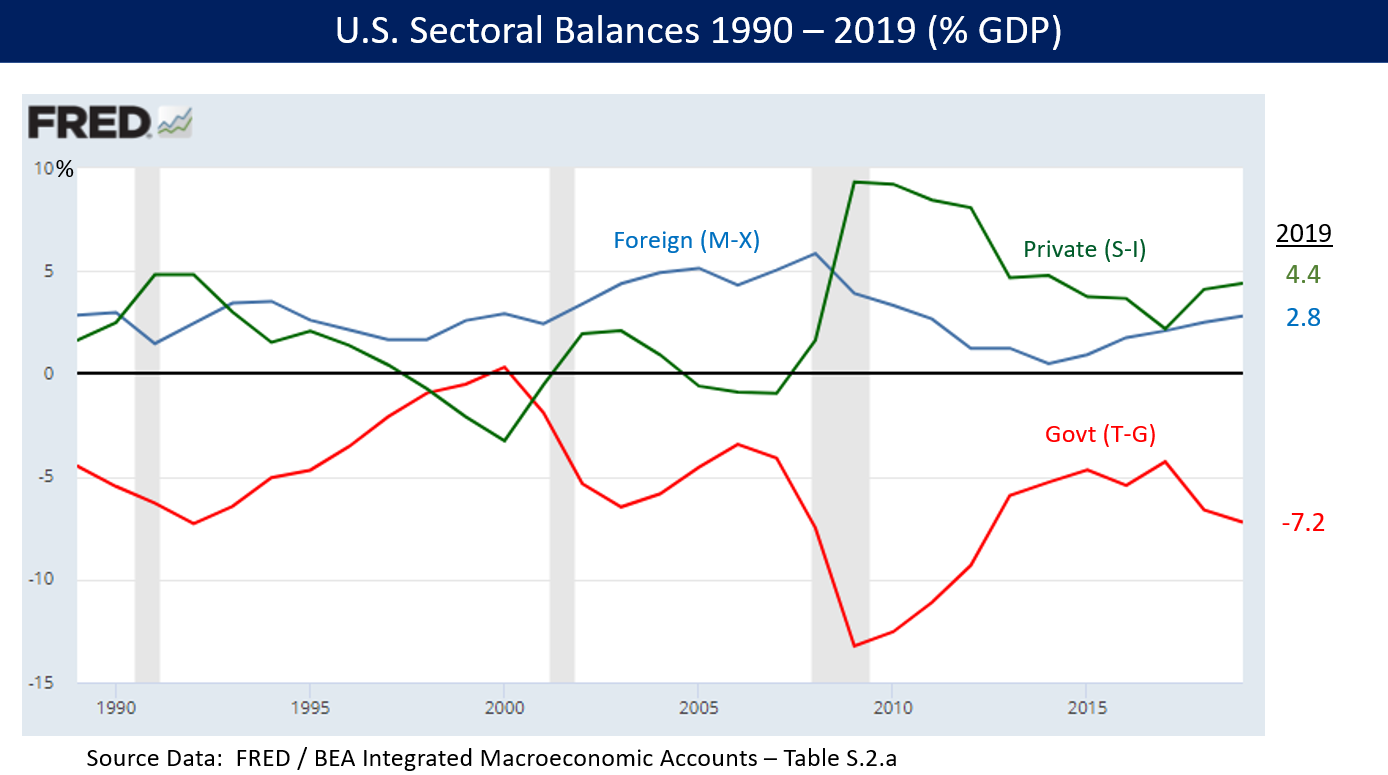
1990-2017年の米国経済の部門別収支。3つの収支を合計すると定義上ゼロになる。貯蓄が投資を上回ると黒字、下回ると赤字である。緑色の線は民間部門の収支を示す。2008年以降、外国部門の黒字と民間部門の黒字は政府の財政赤字によって相殺されてきた。

長期停滞とは、長期的・慢性的に需要が不足する経済を意味する。歴史的にみると、失業率が低くGDP成長率が高い経済（つまり生産能力以上の経済）では賃金や物価のインフレが発生する。しかし、長期停滞に陥った経済は、たとえ好況のように見えても、まるで生産能力を下回っているかのように振舞い、インフレならない。家計の貯蓄が企業の投資を上回る。もし経済が健全であれば、金利が低下し、支出と投資が刺激され、貯蓄と投資がバランスを取り戻す。しかし、長期停滞に陥った経済は、マイナス金利にならなければ貯蓄と投資がバランスしない。投資を上回る貯蓄の余剰によって、金融資産や不動産の価格が上昇するかもしれない。例えば、金融危機に至るまでの数年間の米国では、失業率が低くインフレ率が低い状況で大規模な住宅バブルが発生した。 
エコノミスト誌は2018年に次のように述べた。貯蓄を増やしたり投資を減らしたりする多くの要因が長期停滞を引き起こす可能性がある。借金を返済する家計（つまりレバレッジを解消する家計）は貯蓄を増やし支出を減らす。企業は需要不足に対応して投資を減らす。これは、金融危機後の2009年から2012年まで米国のGDP成長を減速させた主因であった。もう1つの考えられる原因は所得格差であり、これは裕福な人々の手に入るお金を増やす。人口の高齢化（一人当たりの支出が減る）や生産性の減速も投資を減らす可能性がある。長期停滞に直面した政府には次のような選択肢がある。(1)成長の減速を許容する。(2)一時的に経済を刺激するために資産バブルを許容する。(3)予算の赤字を増やして貯蓄の黒字を吸収する。これは民間貯蓄を減らすが金融危機のリスクを高める。中央銀行は難しいジレンマに直面する。景気循環上の好況であると想定してインフレを回避するために金利を引き上げる（つまり金融政策を引き締める）べきか、それとも経済が（一時的な好況だとしても）長期停滞であると想定して更に刺激政策を実施すべきか？

## 停滞と金融爆発：1980年代
独立系社会主義雑誌マンスリー・レビューの共編集者であるハリー・マグドフとポール・スウィージーは1980年代に停滞を分析し、現在ファイナンシャルゼーションと呼ばれる概念を示した。マグドフはルーズベルトのニューディール政権の副大統領ヘンリー・.Ａ・ウォレスの元経済顧問であり、スウィージーは元ハーバード経済学教授であった。彼らは1987年の著書『停滞と金融爆発』で、ケインズ、ハンセン、ミハウ・カレツキ、マルクスに基づき、広範な実証データを整理した。そして通常の発想と逆に、成熟した独占経済や寡占経済では停滞や低成長こそが標準的であり、急成長は例外であると主張した。 
民間の蓄積は、成長を弱め、過剰な生産能力と失業と不完全雇用を高める傾向にあった。しかしその傾向の一部は国家財政支出（軍事用や民生用）や画期的技術革新（例えば普及期の自動車）や金融の成長といった外生要因で相殺された。1980年代と1990年代にマドフとスウィージーは次のように主張した。長期間の金融爆破は経済を引っ張り上げたが、これは最終的にシステムの矛盾を混ぜ合わせ、大きな投機バブルを生み出し、そして最終的に明白な停滞を再現させる。

## 2008〜2009年
経済学者は、2007年から2008年のサブプライム住宅ローン危機以降の先進国における低成長率が長期停滞によるものであるかどうか論じた。ポール・クルーグマンは2013年9月に次のように述べた。「総需要を適切に保つ問題は非常に持続的な問題になってきていると思われる。第二次世界大戦後に多くの経済学者が恐れた『長期停滞』のようなものに我々も陥っているかもしれない」。クルーグマンによると、財政政策による刺激で解決できるかもしれない。また、高インフレは（完全雇用を達成するために必要になるマイナス実質金利を実現するので）これも解決策になりうる。 
ラリー・サマーズが2013年11月に次のような見解を示した。長期停滞は米国の成長が不十分で完全雇用を達成できない原因かもしれない。「完全雇用と整合的な短期実質金利［すわなち自然利子率］がマイナス2％かマイナス3％まで低下したと想定しよう。すると、人為的な刺激を需要に加えても、過剰な需要は発生しない。信用状況が正常化しても、完全雇用に戻るのはかなり難しい」。 
ロバート・Ｊ・ゴードンは、2012年8月に次のように書いた。「2007年以前の20年間のペースでイノベーションが今後も続くとしても、米国の長期成長は低迷するかもしれない。その原因は、人口、教育、格差、グローバル化、エネルギーと環境、そして消費者債務と政府債務のオーバーハングといった6つの逆風である。米成長率は、1860年から2007年の間に経験した年率1.9％の半分以下にとどまるかもしれない。挑発的な『引き算で試算』すると、所得分布の下位99％に属する人々の一人当たり消費の成長率は今後数十年の長期にわたって年率0.5％を下回るかもしれない」。 

## 2009年以後

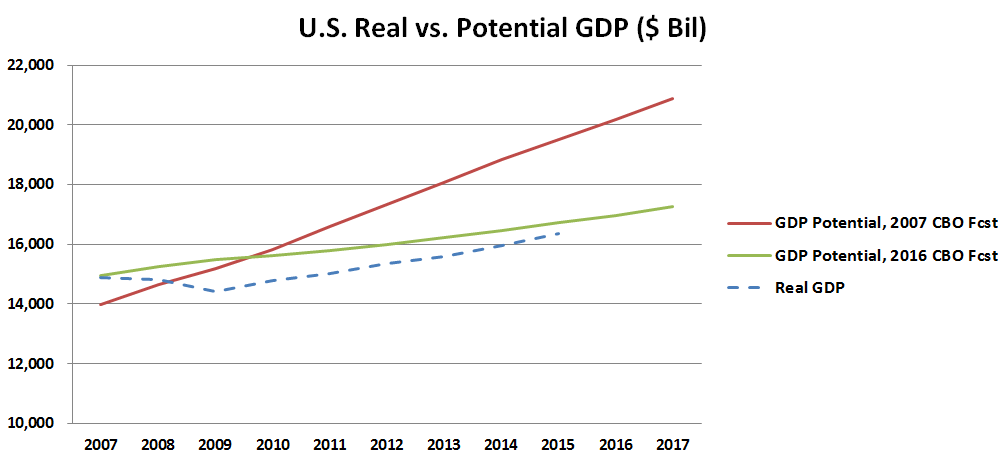
このグラフは、2つのCBO予測（2007年と2016年）による米国の潜在GDPと実際の実質GDPを比較したものである。これは2014年にサマーズが示した同様の図に基づく。

長期停滞は、2009年にハンス・ウェルナー・ジンがインフレの脅威を否定した記事で発掘し、2013年にラリー・サマーズがIMFでのスピーチでその用語と概念を呼び覚ましたことで、再び一般に知られるようになった。 
しかし、エコノミスト誌は長期停滞について「ゆるゆるな概念であり、およそ曖昧すぎて役に立たない」と非難している。迫りくる長期停滞への警告はいつも深刻な不況の後になってから発せられてきた。しかしその警告は既存の技術の潜在力を過小評価したので間違っていることが判明している。 
ポール・クルーグマンは2014年に長期停滞について「労働年齢人口の成長鈍化といった経済の基調的な変化によって、欧米の過去5年間や日本の過去20年間のような局面が頻繁に起こり得るという主張である。つまり、私たちはしばしば需要の持続的な不足に陥るが、これはゼロに近い金利でも克服できない」、その根底にあるのは「人々が支出する動機に乏しいときに消費者の需要をつくりだす問題」である。 
ある理論によると、ニューエコノミーにおけるコンピューターの技術進歩とインターネットによる成長の促進は、過去の偉大な発明による促進に及ばないという。偉大な発明の例は、フォード式の組立ライン製造方法である。議論の一般形式は、ロバート・J・ゴードンの論文の主題である。またオーウェン･C・プエプクとタイラー・コーエンの論文の主題でもある。 
長期停滞は、デジタル経済の台頭にも関連する。たとえばカール・ベネディクト・フレイによると、デジタル技術は資本吸収性がかなり低いため、他の革命的な技術と比較して新しい投資需要が少ししかないという。 
第2の理論は、金融危機後の大不況の悪影響が長期的で恒久的であったため、多くの労働者が二度と就職できず、実際には景気回復できないという。 
第3に「企業が投資し消費者が支出するには不安が長引きその気にならない」ことがある。最近の収益の大部分を得る最富裕層が多く貯蓄する傾向があることも原因の一つと考えられる。それほど稼げない普通に働く人々にはそんな余裕はない。 
第4に、先進国は、成長の基本要素であるインフラと教育への投資が不十分であり、その代償を何年も払っているだけなのだという。 
そして第5に、経済成長が「投資されたエネルギーで回収されるエネルギー」（EROEI、「エネルギー余剰」ともいう）の概念に大きく関係しているといわれる。EROEIは化石燃料の発見とともに歴史上空前のレベルまで急上昇した。このことは産業革命以降、人類の消費を劇的に増加させ、多くの関連技術の進歩を可能にした。この主張の下では、化石燃料埋蔵量が減少しその利用がますます困難になっていることは、EROEIを大幅に減少させることに直接つながるため、長期的な経済成長を減速させ後退させる可能性があり、結果として長期停滞をもたらす。EROEIに関する議論は「成長の限界」学派の思想に由来する。これによると、環境と資源の制約が、一般的に人類の消費と所得の継続的な拡大に最終的な制限を課す可能性があるという。1972年に最初に『成長の限界』が出版された後、その考え方は時代遅れになった。しかし最近の研究によると、オリジナルの分析で標準シナリオとして示された「オーバーシュートと崩壊」予測はその後の展開にうまく合致しているという。これは気候変動の潜在的な影響を考慮に入れる前である。 
ティム・ジャクソンは2018年のCUSPワーキングペーパー「脱成長の挑戦」で、低い成長率が実際「ニューノーマル」かもしれないと主張している。 